# Méniskos
El méniskos (en grec: μηνισκος) era una mena d'ombrel·la, de metall, emprada per a protegir les estàtues exposades a l'aire lliure, i sobretot sobre l'Acròpoli d'Atenes. La seva funció era impedir que els ocells i altres voladors reposessin sobre el cap de l'escultura i el fessin malbé. El méniskos és mencionat en la comèdia d'Aristòfanes Els Ocells.